# The One I Love (David Gray)
The One I Love is een nummer van de Britse singer-songwriter David Gray uit 2005. Het is de eerste single van zijn zevende studioalbum Life in Slow Motion.
"The One I Love" is een ballad die gaat over Gray's onvoorwaardelijke liefde voor een vrouw. Het nummer werd een grote hit op de Britse eilanden, met een 8e positie in het Verenigd Koninkrijk. In Nederland was de plaat minder succesvol met een 93e positie in de Single Top 100. Andere Nederlandse hitparades werden niet bereikt, desondanks werd de plaat wel een kleine radiohit. In Vlaanderen kende het nummer iets meer succes met een 5e positie in de Tipparade.

## Tracklijst
UK CD1 and 7-inch vinyl
1. "The One I Love"
2. "Going in Blind" (piano and string version)

UK CD2
1. "The One I Love" (acoustic)
2. "With Open Arms"
3. "Everybody's Leaving Town"

Europese CD single
1. "The One I Love" (albumversie)
2. "With Open Arms"
3. "Everybody's Leaving Town"